# Veramycina elegans
Veramycina elegans är en svampart som beskrevs av Subram. 1995. Veramycina elegans ingår i släktet Veramycina och familjen Chaetosphaerellaceae.   Inga underarter finns listade i Catalogue of Life.